# Velikonoční povstání
Velikonoční povstání (anglicky Easter Rising, irsky Éirí Amach na Cásca), bylo povstání v Irsku, které se odehrálo o velikonočním týdnu v roce 1916. Povstání bylo pokusem militantních Irských republikánů o získání nezávislosti na Spojeném království. Bylo to nejvýznamnější povstání od Irských rebelií v roce 1798.
Povstání bylo organizováno irským republikánským bratrstvem (Irish Republican Brotherhood) a trvalo od 24. dubna do 30. dubna. Členové organizace irští dobrovolníci (Irish Volunteers), kteří byli vedeni učitelem a advokátem Patrickem Pearsem a doplněni menší irskou občanskou armádou (Irish Citizen Army) vedenou Jamesem Connollym, společně s 200 členy Ženské rady (Cumann na mBan) obsadili klíčové pozice v Dublinu a vyhlásili nezávislost Irské republiky na Británii. Proběhlo i několik dalších akcí v různých částech Irska, ale s výjimkou událostí v Ashbourne, to byly akce menšího významu.
Povstání bylo potlačeno po šesti dnech bojů a jeho vůdci byli válečným soudem odsouzeni k smrti a popraveni, avšak pomohlo Irským republikánům, aby se dostali do čela irské politiky. V následujících všeobecných volbách ve Spojeném království v roce 1918, získali v Irsku republikáni 73 křesel ze 105 do Britského parlamentu. V lednu 1919, členové Sinn Féin, kteří nebyli v té době ve vězení a přeživší účastníci Velikonočního povstání, vyhlásili nezávislý parlament a založili Irskou republiku. Britská vláda odmítla akceptovat nově vyhlášený stát, což vedlo k Irské válce za nezávislost.

## Literatura

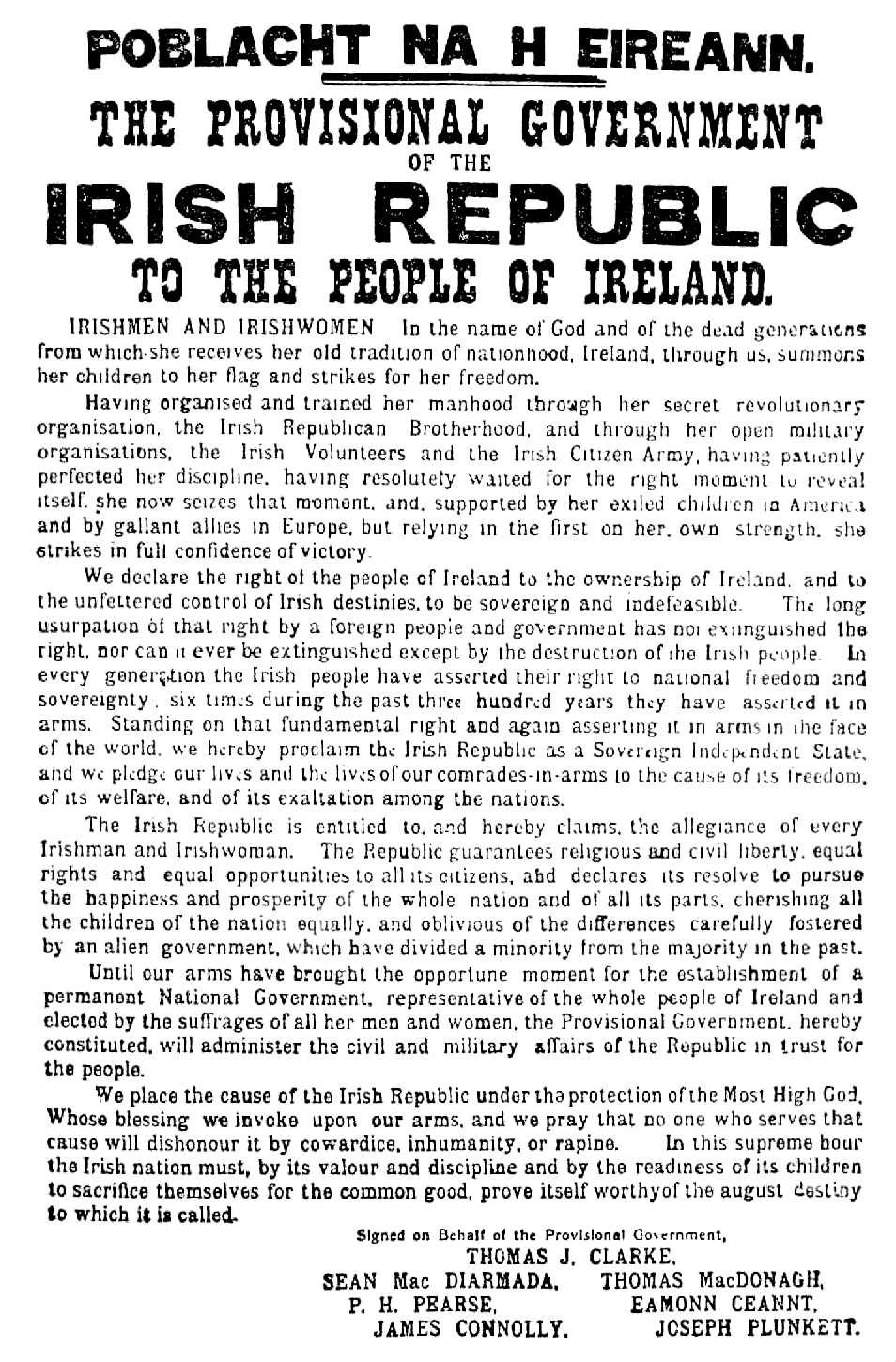
Vyhlášení Irské republiky v roce 1916